# Petermanngletsjer
De Petermanngletsjer is een grote gletsjer in het noordwestelijk gedeelte van Groenland. Het verbindt de Groenlandse ijskap met de Noordelijke IJszee. De gletsjer en de fjord zijn vernoemd naar de Duitse cartograaf August Petermann.

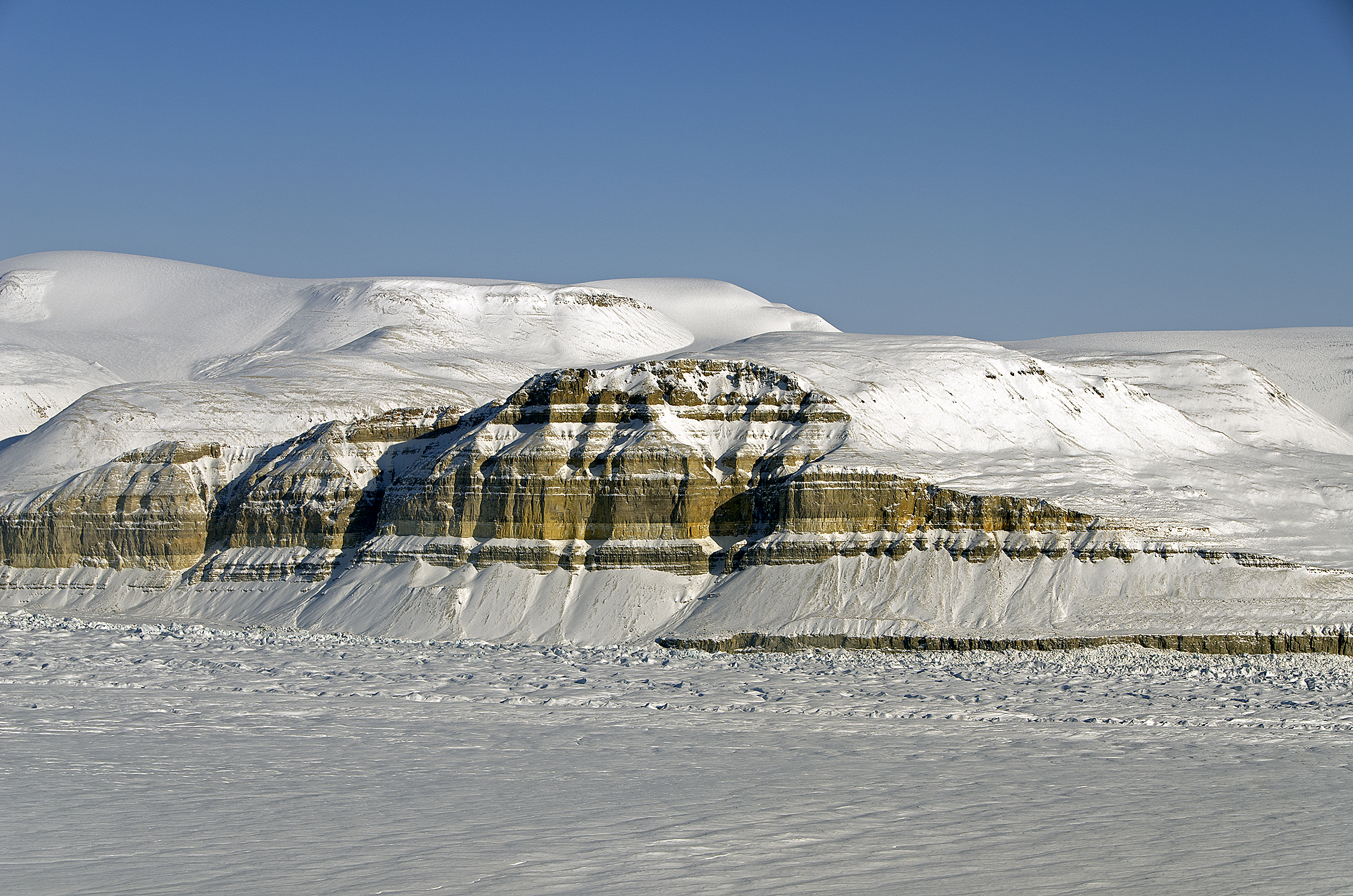
Aanblik van de Petermanngletsjer

De Petermanngletsjer is een van de grootste ijsrivieren die vanaf het midden van Groenland richting de Noordelijke IJszee stroomt. De tong van de gletsjer was de grootste van Groenland. Hij was ongeveer 70 kilometer lang en 15 kilometer breed.

## Verlies van ijs
In augustus 2010 brak een gigantische ijsberg van 260 vierkante kilometer af van het drijvende deel van de Petermanngletsjer, waardoor de oppervlakte met ongeveer een kwart afnam. Onderzoekers van de Canadian Ice Service ontdekten het afkalven op NASA-satellietbeelden van 5 augustus 2010. Het was de grootste Arctische ijsberg die sinds 1962 afbrak. Zo ontstond de grootste ijsberg op het noordelijk halfrond.
Op 15 en 16 juli 2012 was opnieuw een stuk van 130 vierkante kilometer weggebroken vanaf de noordpunt van de gletsjer. Voorafgaand aan de splitsing was gedurende enkele jaren een lange scheur op de locatie waargenomen door NASA-satellieten.
Hoewel de Petermanngletsjer tussen 2002 en 2012 enkele kilometers in lengte is gekrompen, is de gletsjer sindsdien vanaf 2023 met meer dan 13 kilometer gegroeid.